# Lago San Pablo
El lago San Pablo (conocido también como Imbacocha o Imbakucha) es un cuerpo de agua ubicado en la provincia de Imbabura, Ecuador, a una altitud de 2 700 metros sobre el nivel del mar. Posee un área de 3,5 x 2,2 km que cubren alrededor de 583 hectáreas y una profundidad aproximada de 83 m.
La laguna Imbacocha, se encuentra a los pies del majestuoso volcán Imbabura. Este hermoso lago se formó a partir del agua descargada por la cascada Peguche. Se ubica al sur de la ciudad de Otavalo, a tan solo 10.7 km (10 minutos) al sur de la ciudad. La laguna está a una altitud de 2660 m.s.n.m. y la temperatura promedio del entorno es de 12 °C.
El lago es el más grande de la provincia de Imbabura y es un importante centro de atracción turística. A sus alrededores, puedes encontrar totoras, que son utilizadas como materia prima en la elaboración de artesanías Además, la laguna es hogar de algunas especies acuáticas, como garzas y patos, y sirve como lugar de descanso para las aves migratorias
Cada año, se realizan variadas competencias náuticas en la laguna. Una de las más famosas es la travesía natatoria que se realiza año tras año por motivo de la fiesta del Yamor Además, la laguna ofrece varios caminos que nos llevarán a miradores naturales como El Lechero y Mira Lago

### Características
Este cuerpo de agua tiene una área de 7 km² y en el centro del lago tiene 48 metros de profundidad. A las orillas se encuentra la totora que es un producto que sirve para elaboración de artesanías, que después son comercializadas
Las actividades recreativas incluyen caminatas, ciclismo, y equitación. Durante el festival Yamor, las comunidades se reúnen para celebrar un evento de natación en aguas abiertas
Cuenta con sitios de hospedaje con excelente servicio, como son la Hostería Puertolago y Hostería Cabañas del Lago.

### Fauna y Flora
La laguna tiene una gran concentración de totorales en las orillas este, noreste y sur. También se pueden observar bosques de eucaliptos, sauces y pinos. La fauna de la laguna es eminentemente ictiológica, con especies como la trucha arco iris y las carpas La variedad de aves incluye somormujos, cormoranes, patos cuervo, garza blanca, gaucabas, patillos, gallaretas, colibríes, golondrinas de mar, cullingos bandera También hay anfibios que llenan de vida la laguna y sus alrededores

### Cosmovisión
La Laguna San Pablo tiene una gran importancia en la cosmovisión andina local indígena Kichwa Otavalo. En esta cosmovisión, el agua es vista como una fuente purificadora y un componente femenino, por ser generadora de vida. Esta trascendencia cultural es prevalente en las comunidades indígenas circundantes
En cuanto a los rituales culturales, la Cascada de Peguche, que descarga agua en la laguna, es considerada un “sitio sagrado” por los yachak (chamanes) que purifican su espíritu para iniciar las fiestas como el Inti Raymi (fiesta del solsticio de junio) y Paukar Raymi (fiesta del florecimiento del maíz en marzo). Además, en la Laguna de San Pablo se realizan competencias natatorias durante la festividad septembrina del Yamor
En las comunidades de las parroquias de San Pablo del Lago y Gonzáles Suárez, se celebran con gran realce las festividades como el Inti Raymi, con su propio estilo de música, canto, danza y rituales como la Rama de Gallos o las famosas Octavas.

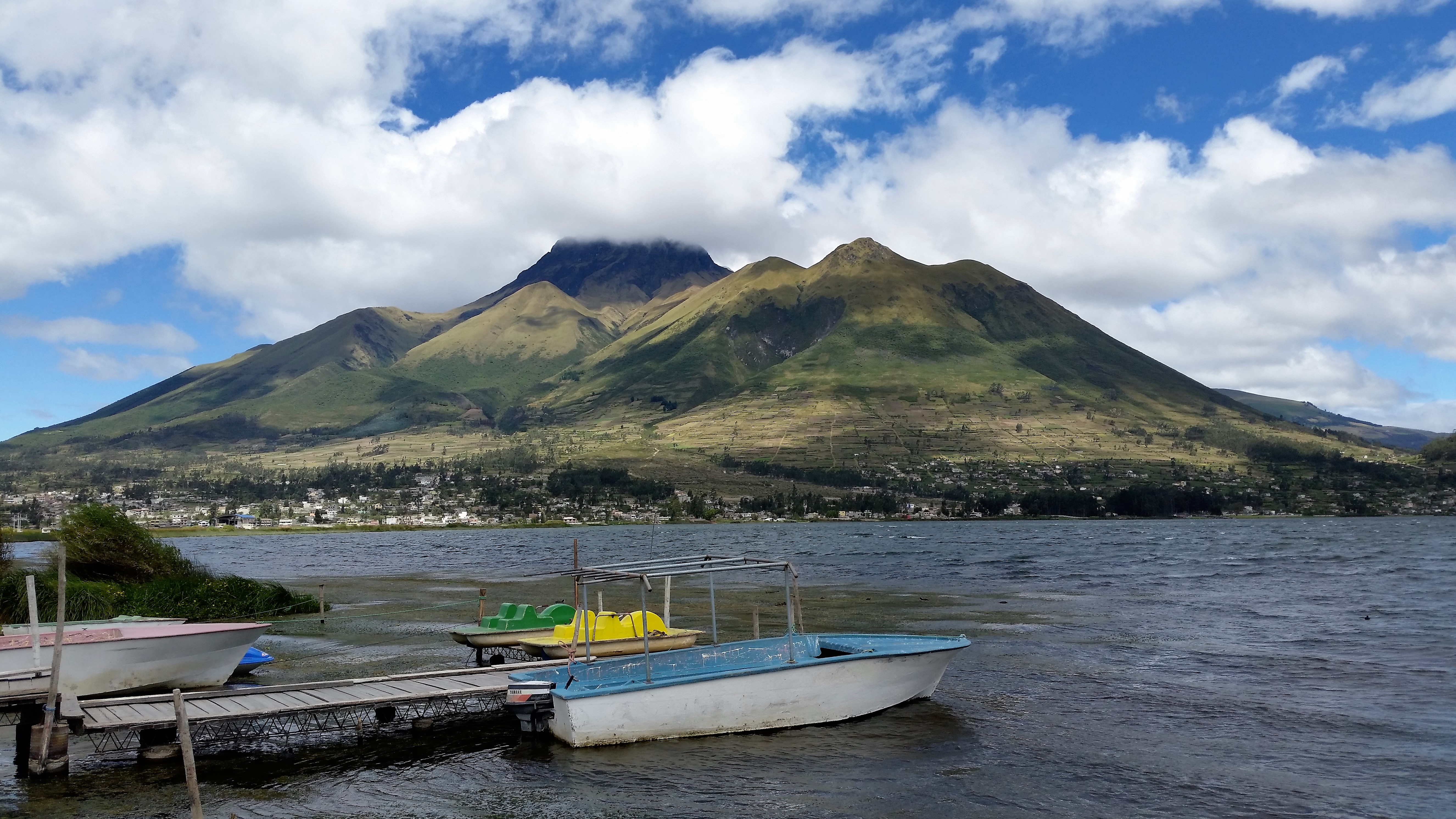
Varios muelles se encuentran ubicados en los alrededores del lago.

### Museos
- Museo Otavalango: Este museo está ubicado en la antigua Fábrica San Pedro, una fábrica de textiles que fue operada por familias Kichwas Otavalos durante 200 años.[8] El museo fue desarrollado para compartir, preservar y rescatar la cultura local[8]
- Museo Universo Hayruro: Este museo ofrece una visión del arte indígena y su significado.[9] Además, se organizan visitas a la Laguna de San Pablo[9]